# ایهیجی، فوکوئی
ایهیجی، فوکوئی (به لاتین: Eiheiji, Fukui) یک منطقهٔ مسکونی در ژاپن است که در استان فوکوئی واقع شده‌است. ایهیجی ۲۰٬۶۴۱ نفر جمعیت دارد.

## خواهرخوانده
شهر سوژو خواهرخواندهٔ ایهیجی، فوکوئی هست.